# Okiennik Birowski

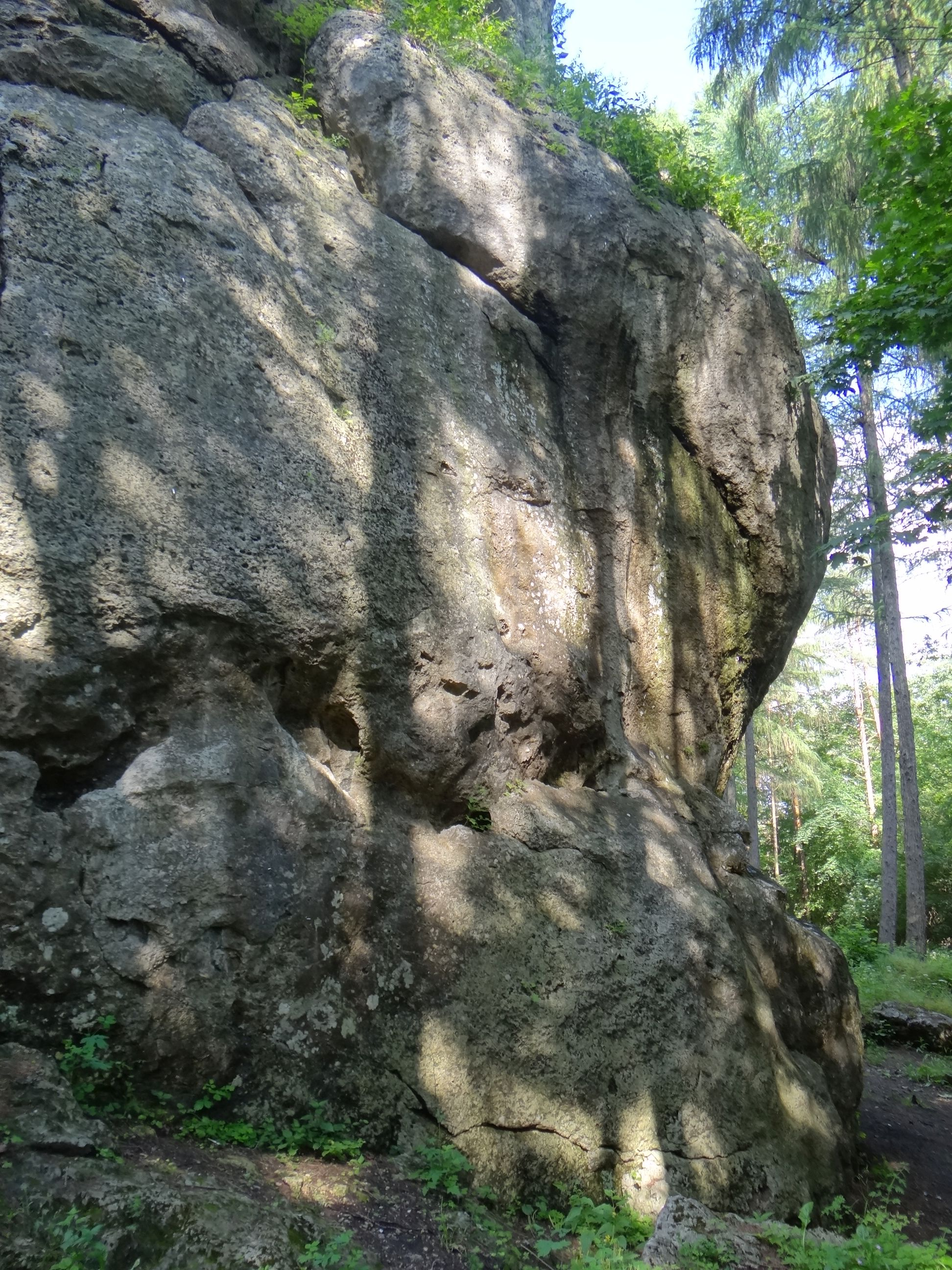

Okiennik Birowski – skała na wzniesieniu Birów w Podzamczu, w powiecie zawierciańskim, w gminie Ogrodzieniec. Znajduje się w grupie skał, na których wybudowano Gród na Górze Birów. Pod względem geograficznym jest to obszar Wyżyny Częstochowskiej będącej częścią Wyżyny Krakowsko-Częstochowskiej.

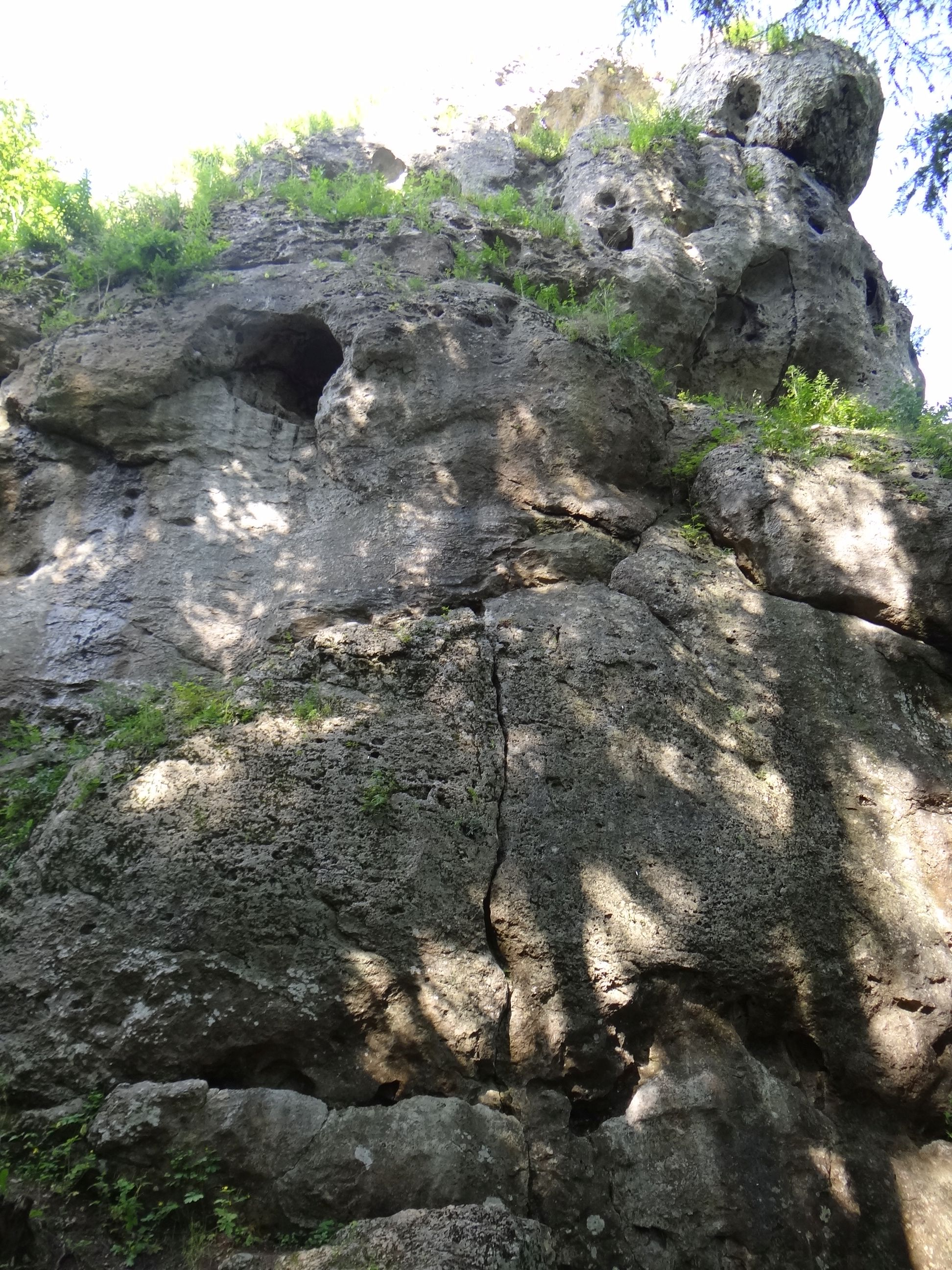

Okiennik Birowski znajduje się w północnej grupie skał Birowa i jest najdalej na wschód wysuniętą skałą w tej grupie. Zbudowany jest z twardych wapieni skalistych, ma wysokość 16 m, ściany pionowe lub przewieszone. Uprawiana jest na nim wspinaczka skalna. Pierwszą drogę wspinaczkową poprowadzono w 1982 roku. W 2020 r. jest 7 dróg, jeden projekt i jedna możliwość. Drogi mają trudność od VI.1 do VI.2+ w skali Kurtyki. 5 z nich ma zamontowane stałe punkty asekuracyjne w postaci ringów (r) i stanowisk zjazdowych (st). Wśród wspinaczy skała jest średnio popularna.

## Drogi wspinaczkowe
1. Możliwość
2. Stratocaster; VI.2+, 4r + st
3. Adoracja pantofelka; VI+, 5r + st
4. Mesjasz nad miasteczkiem; VI.1, 6r + st
5. Lewe ryski myśliwych; VI+ (wspinaczka tradycyjna)
6. Starszy pan magnezjuje; VI.1+, 6r + 2st
7. Prawe ryski myśliwych; VI.1+, 5r + st
8. Projekt, st
9. Didaskalia (nad półką); VI.1, 3r +st[1].

W Okienniku Birowskim znajduje się Okno Skalne w Górze Birów.